# Iratoșu

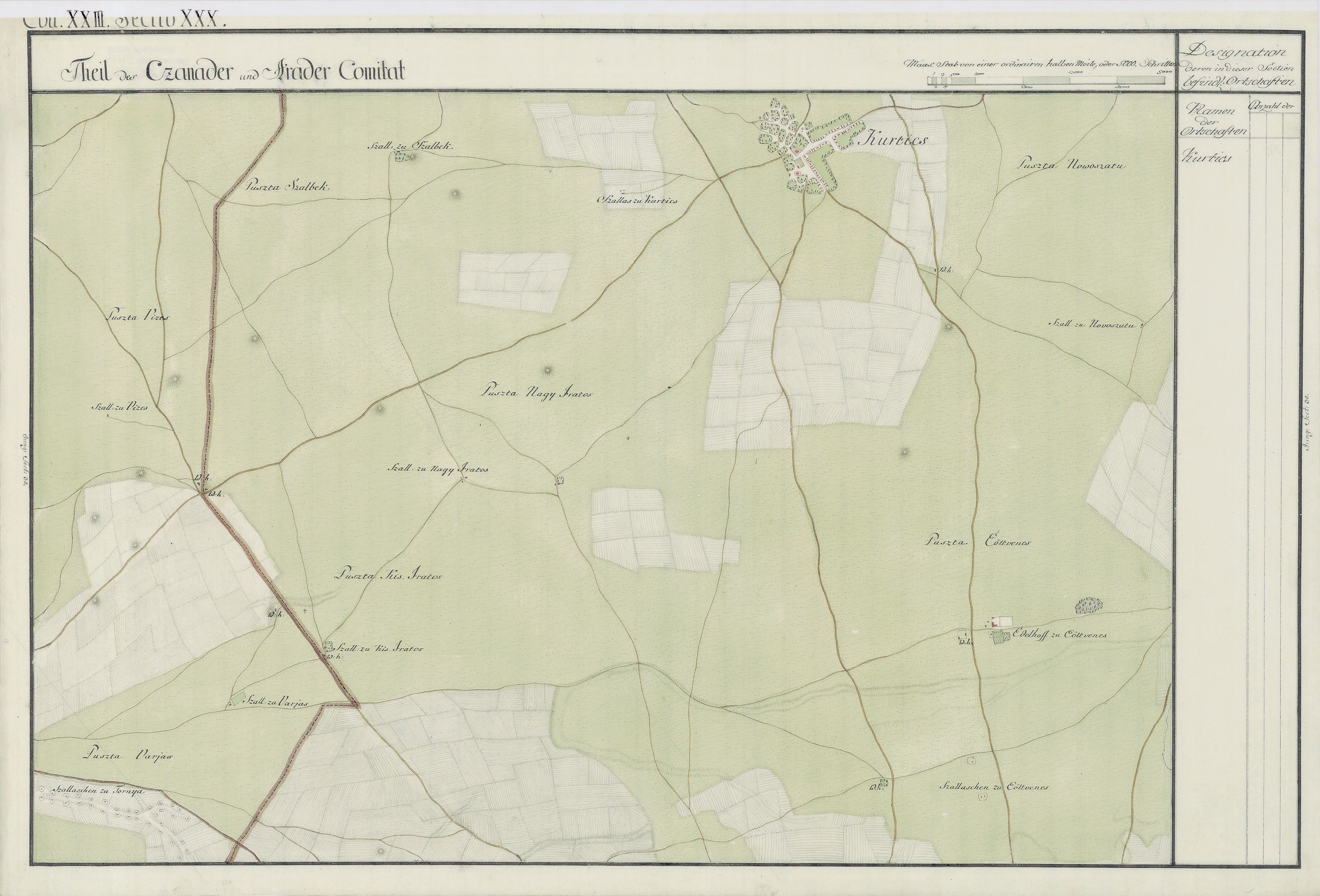
Iratoșu auf der Josephinischen Landaufnahme von 1782–1785.

Iratoșu (ungarisch Nagyiratos) ist eine Gemeinde im Kreis Arad, im Kreischgebiet, im Westen Rumäniens. Zu der Gemeinde Iratoșu gehören auch die Dörfer Variașu Mare und Variașu Mic.

## Geografische Lage
Iratoșu liegt im Westen des Kreises Arad, an der Grenze zu Ungarn, in 22 km Entfernung von der Kreishauptstadt Arad und 12 km von Curtici.

## Nachbarorte
| Kevermes    | Dorobanți                                   | Curtici     |
| Dombegyház  | Kompassrose, die auf Nachbargemeinden zeigt | Zimandu Nou |
| Variașu Mic | Sânpaul                                     | Șofronea    |

## Geschichte
Die erste urkundliche Erwähnung von Belső Iratos stammt aus dem Jahr 1418.
Im Laufe der Jahrhunderte traten verschiedene Schreibweisen des Ortsnamens in Erscheinung:
1418 Belső Iratos, 1446 Irathos, 1454 Irathos 1484 Nagh Iratos, 1498 Irathos, 1517, 1527, 1537, 1558 Nagh Iratos, 1560 Nagyh Iratos, 1562 Nagy Iratos, 1671 Nagh Iratos, 1777 Nagyiratos, 1808 praedium Irátos, Nagyirátos, 1839 Nagy Iratos, 1851 Almásy-Nagy-Iratos, Forray-Nagy-Iratos, 1858, 1863 Forrai-Nagy-Iratos, 1873 Iratos (Forrai Nagy-), 1877 Nagy-Iratos, Iratos (Forray-, Nagy-), 1882 Iratos (Forray-Nagy-), Forrai-Nagy-Iratos, 1893 Iratos (Forray-, Nagy-), 1900 Forraynagyiratos, 1913 Nagyiratos, 1921 Iratoşul mare, Nagyiratos, 1925 Iratoş, 1932, 1941 Iratoşul, 1950 Iratoşul, 1956 Iratoşu.
Nach dem Frieden von Karlowitz (1699) kam Arad und das Maroscher Land unter österreichische Herrschaft, während das Banat südlich der Marosch bis zum Frieden von Passarowitz (1718) unter Türkenherrschaft verblieb. Die Ortschaft war zur Türkenzeit völlig entvölkert. Auf der Josephinischen Landaufnahme sind Kiss Iratosz und Nagy Iratosz als Pusta eingetragen.
1787 kaufte György Szalbek das Prädium Nagyiratos. Das Dorf wurde zwischen 1810 und 1820 gegründet, als die Familie Szalbek hier eine Tabakplantage anlegte.
Infolge des Österreichisch-Ungarischen Ausgleichs (1867) wurde das Arader Land, wie das gesamte Banat und Siebenbürgen, dem Königreich Ungarn innerhalb der Doppelmonarchie Österreich-Ungarn angegliedert. Die amtliche Ortsbezeichnung war Nagyiratos.
Der Vertrag von Trianon am 4. Juni 1920 hatte die Grenzregulierung zur Folge, wodurch Iratoșu an das Königreich Rumänien fiel. In der Folge wurden Rumänen, vorwiegend aus dem Kreis Bihor, in Iratoșu angesiedelt. Diese gründeten zwei neue Straßen, neben den fünf von Ungarn bewohnten.

## Bevölkerungsentwicklung
| 1880 | 2134 | 38   | 2090 | 2  | 4             |
| 1910 | 3366 | 187  | 3158 | 15 | 6             |
| 1930 | 3611 | 617  | 2963 | 2  | 29            |
| 1977 | 2805 | 825  | 1967 | 4  | 9             |
| 1992 | 2637 | 1067 | 1476 | 8  | 86            |
| 2002 | 2361 | 984  | 1301 | 8  | 68            |
| 2021 | 2324 | 1240 | 792  | 3  | 289 (66 Roma) |